# Духовец
Духовец е село в Североизточна България. То се намира в община Исперих, област Разград.
Нов кмет(2025г.)Ертан Осман